# Avon (Seine-et-Marne)
Avon település Franciaországban, Seine-et-Marne megyében. Lakosainak száma 13 526 fő (2022. január 1.). Avon Samois-sur-Seine, Samoreau, Thomery és Fontainebleau községekkel határos.

## Népesség
A település népességének változása:
| Lakosok száma | 13 761 | 13 933 | 14 303 | 13 886 | 13 662 | 13 419 | 13 545 | 13 660 | 13 526 |
|               | 2013   | 2015   | 2016   | 2017   | 2018   | 2019   | 2020   | 2021   | 2022   |